# Fajzabad (Badachszan)
Fajzabad (pers. فيض آباد) – miasto w północno-wschodnim Afganistanie, nad rzeką Kokcza.
Jest ośrodkiem administracyjnym prowincji Badachszan. Liczba mieszkańców w 2021 roku szacowana była na 79 tys. osób. 5 km od miasta znajduje się port lotniczy Fajzabad.